# Clovia matemana
Clovia matemana är en insektsart som beskrevs av Victor Lallemand och Synave 1955. Clovia matemana ingår i släktet Clovia och familjen spottstritar. Inga underarter finns listade i Catalogue of Life.